# Économie évolutionniste
Pour les articles homonymes, voir Évolutionnisme.
Dans les courants économiques, l'évolutionnisme se rapporte aux théories mises notamment de l'avant par Richard R. Nelson, Sidney G. Winter, Jacques Lesourne, Alan Kirman et Giovanni Dosi. Cette théorie considère qu'on ne peut pas faire abstraction des aspects dynamiques pour comprendre l'émergence de phénomènes macroscopiques à partir d'interactions individuelles (que ce soit par rapport à la théorie des prix ou à la théorie de la croissance)

## Sens large
Au sens large, l'évolutionnisme est une terminologie servant à désigner un ensemble relativement hétérogène d'auteurs ayant pour point commun d'avoir constamment intégré dans leurs travaux la question de l'évolution et de la transformation des sociétés et de leurs institutions économiques. Joseph Schumpeter est souvent considéré comme l'économiste le plus emblématique de cette conception. Diverses écoles de pensée économique ont ce type d'approche dont l'école historique (Thorstein Veblen), des marxiens (Karl Marx), des marxistes, des autrichiens (Friedrich Hayek, Carl Menger), des régulationnistes. La théorie de Jacques Lesourne de l'auto-organisation en Economie et la théorie des jeux évolutionnistes s'y rattachent naturellement.

## La théorie pour l’Économie industrielle
L'ouvrage de Nelson et Winter, An Evolutionary Theory of Economic Change (1982) peut être considéré comme le moment fondateur de ce courant de pensée en économie industrielle. Dans ce cadre, l'école évolutionniste a pour objet d'expliquer les évolutions affectant les entreprises et les mécanismes de l'innovation.
En ce qui concerne la théorie évolutionniste de la firme, chaque entreprise renferme un ensemble de règles appelées routines qui déterminent ses performances selon le type d'activité et qui guident sa trajectoire technologique. Pour l'essentiel, ces routines sont propres à chaque entreprise et relativement informelles (tacites) et leurs évolutions expliquent les trajectoires suivies par les entreprises.
Les décisions prises par les dirigeants et les savoirs détenus par les salariés, peuvent être adaptés à l'évolution du marché ou bien au contraire inadaptés. À chaque nouveau cycle d'innovations, certaines entreprises disparaissent et d'autres se créent : il y a une forme de sélection des routines par le marché. Les deux principes routines internes/sélection par le marché permettent d'envisager la dynamique économique d'ensemble.  
Les économistes évolutionnistes avancent aussi le concept de dépendance au sentier qui exprime l'idée que les performances et les trajectoires des firmes sont largement fonctions de leur histoire particulière et des routines qu'elles ont accumulées. Ainsi, un choix effectué au temps t (par exemple, l'adoption d'un certain standard technologique) va conditionner le développement futur d'un certain nombre de routines organisationnelles et donc les choix stratégiques futurs de l'entreprise.